# 本雅失里
本雅失里（1379年—1412年），蒙古及波斯史料记载为完者帖木儿汗（或译为“额勒锥特穆尔汗”、“兀雷帖木儿可汗”），又作完者秃，鞑靼君主，第23代蒙古大汗，额勒伯克的儿子。

## 生平
1399年，本雅失里与可汗坤帖木儿不和，投奔中亚帖木儿帝国，在撒马尔罕皈依了伊斯兰教，本雅失里也被其称为“斡兀里”（Oγul，突厥语“王子”）。1402年，鬼力赤夺得了大汗的寶座，鬼力赤向明朝示好、想得到明朝支持，被称为鞑靼可汗，引起了蒙古各部的不满。
本雅失里后来到了别失八里。1408年，蒙古太師阿苏特部领主阿鲁台杀鬼力赤，迎立本雅失里为大汗，与瓦剌相攻。1409年，杀了明朝使节郭骥，和明朝断交。明成祖派大将丘福率军10万北征，丘福輕敵冒進，结果全军覆没。
第二年，明成祖第一次亲征蒙古，成祖率军50万。本雅失里率军西走，成祖在斡难河（位于今蒙、俄边境）大败本雅失里，之后又击败阿鲁台。本雅失里率七骑逃向东察合台汗国。1412年，本雅失里被瓦剌首领马哈木杀死。东蒙古所立的可汗空位，此後被推定暫且结束忽必烈世系的主政，直到20年后脱脱不花兄弟三人的出现。瓦剌所立大汗答里巴一说為其子（或其弟），一说是阿里不哥的后裔。

### 引用
1. ↑  罗卜藏丹津. . : 321  [2022-08-15]. （原始内容存档于2022-08-15）.
2. ↑  其蒙古語名「完者秃」（Öljei Temür）前半部分的Öljei，与明朝记载的名字「本雅失里」的后半部分Širi均为“幸运、吉祥”之意，梵语Buniya意为“智慧”，Buniya Širi意译“福德吉祥”

### 书目
- 勒内·格鲁塞.  （法语）.
- 班布尔汗.  漢譯. 2009. ISBN 9787508718989 （中文）.（简体中文）
- 宝音德力根：《15世纪中叶前的北元可汗世系及政局》蒙古史研究 第六辑

| 前任： 乌鲁克特穆尔 | 蒙古大汗 1408年－1412年 | 繼任： 答里巴 |